# Bernard z Chartres
Bernard z Chartres (ur. ok. 1060 r., zm. ok. 1125 r.) – średniowieczny filozof i teolog, o orientacji platońskiej, związany ze szkołą w Chartres.

## Życie
O jego życiu niewiele wiadomo. Pochodził z Bretanii. Był nauczycielem i kierownikiem szkoły katedralnej w Chartres (1114-1119). Pod jego kierownictwem szkoła przeżywała swój rozkwit, wydając wielu wybitnych filozofów. Jemu też szkoła zawdzięcza swój charakter: pozytywny stosunek do filozofii starożytnej i dążenie do godzenia jej z chrześcijaństwem, a także zainteresowanie filozofią przyrody. Pod koniec życia przeniósł się do Paryża.
Bernard studiował dzieła starożytne, szczególnie pisarzy rzymskich, oraz Platońskiego Timajosa, wraz z komentarzem Chalcydiusza. Dialog ten był jedynym dostępnym dziełem Platona, i zaprezentowana w nim filozofia silnie wpłynęła na poglądy Bernarda i innych filozofów szkoły.
Jego pisma w większości nie przetrwały i znamy je pośrednio. Zachowały się fragmenty dzieła De expositione Porphyrii.
Jan z Salisbury, uczeń Wilhelma z Conches (który był z kolei uczniem Bernarda), nazwał go "najwybitniejszym platonikiem swojej epoki". Od Bernarda z Chartres pochodzą też słowa:

jesteśmy jak karły, które wspinają się na ramiona gigantów, by widzieć więcej od nich i dalej sięgać wzrokiem, i to nie za sprawą bystrości swojego wzroku, czy wysokości ciała, lecz dzięki temu, że wspinamy się w górę i wznosimy na wysokość gigantów.

## Poglądy
Bernard z Chartres wysoko cenił autorów starożytnych. Z przekazów wiemy, że starał się pogodzić w swoich dziełach poglądy Platona i Arystotelesa. Sam skłaniał się jednak ku platonizmowi, który łączył z chrześcijaństwem. Widać to wyraźnie w jego filozofii przyrody. Pierwotna materia jest stworzona przez Boga. Ma charakter chaotyczny i wymaga uporządkowania. Formę nadają jej idee, będące Boskimi myślami.